# Resolutie 1395 Veiligheidsraad Verenigde Naties
Resolutie 1395 van de Veiligheidsraad van de Verenigde Naties werd unaniem aangenomen op 27 februari 2002.

## Achtergrond
Na de hoogtijdagen onder het decennialange bestuur van William Tubman, die in 1971 overleed, greep Samuel Doe de macht. Diens dictatoriale regime ontwrichtte de economie en er ontstonden rebellengroepen tegen zijn bewind, waaronder die van de latere president Charles Taylor. In 1989 leidde de situatie tot een burgeroorlog waarin de president vermoord werd. De oorlog bleef nog doorgaan tot 1996. 
Bij de verkiezingen in 1997 werd Charles Taylor verkozen. In 1999 kwam het opnieuw tot een burgeroorlog, toen hem vijandige rebellengroepen delen van het land overnamen. Pas in 2003 kwam er een staakt-het-vuren en werden VN-troepen gestuurd. Taylor ging in ballingschap en de regering van zijn opvolger werd al snel vervangen door een overgangsregering. In 2005 volgden er opnieuw verkiezingen, waarna Ellen Johnson-Sirleaf de nieuwe president werd.

## Inhoud

### Waarnemingen
Nog voor 6 mei zouden de maatregelen (sancties) die met resolutie 1343 waren opgelegd geëvalueerd worden. Het was van belang dat op de uitvoering van die maatregelen werd toegezien.

### Handelingen
De Veiligheidsraad besloot om het panel van experts (dat was opgericht met resolutie 1343 om schendingen te onderzoeken) voor een periode van vijf weken opnieuw in te stellen, met vijf nieuw te benoemen experts en uiterlijk op 11 maart. Hun werd gevraagd naar Liberia op missie te gaan om te zien hoe de overheid aldaar voldeed aan paragraaf °2 (van resolutie 1343: het opzeggen van alle steun aan de RUF-rebellen uit buurland Sierra Leone) en schendingen van de sancties te onderzoeken.

## Verwante resoluties
- Resolutie 1116 Veiligheidsraad Verenigde Naties (1997)
- Resolutie 1343 Veiligheidsraad Verenigde Naties (2001)
- Resolutie 1408 Veiligheidsraad Verenigde Naties
- Resolutie 1458 Veiligheidsraad Verenigde Naties (2003)

Lijst ·  1387 ·  1388 ·  1389 ·  1390 ·  1391 ·  1392 ·  1393 ·  1394 ·  1395 ·  1396 ·  1397 ·  1398 ·  1399 ·  1400 ·  1401 ·  1402 ·  1403 ·  1404 ·  1405 ·  1406 ·  1407 ·  1408 ·  1409 ·  1410 ·  1411 ·  1412 ·  1413 ·  1414 ·  1415 ·  1416 ·  1417 ·  1418 ·  1419 ·  1420 ·  1421 ·  1422 ·  1423 ·  1424 ·  1425 ·  1426 ·  1427 ·  1428 ·  1429 ·  1430 ·  1431 ·  1432 ·  1433 ·  1434 ·  1435 ·  1436 ·  1437 ·  1438 ·  1439 ·  1440 ·  1441 ·  1442 ·  1443 ·  1444 ·  1445 ·  1446 ·  1447 ·  1448 ·  1449 ·  1450 ·  1451 ·  1452 ·  1453 ·  1454